# Ettore Bellotto
Ettore Bellotto (Vicenza, 18 de febrer de 1895 – Milà, 1 d'agost de 1966) va ser un gimnasta artístic italià que va competir en els anys posteriors a la Primera Guerra Mundial.
El 1920 va prendre part en els Jocs Olímpics d'Anvers, on guanyà la medalla d'or en el concurs complet per equips del programa de gimnàstica. Poc després dels Jocs una caiguda de la barra fixa posà punt final a la seva carrera esportiva.